# Скина

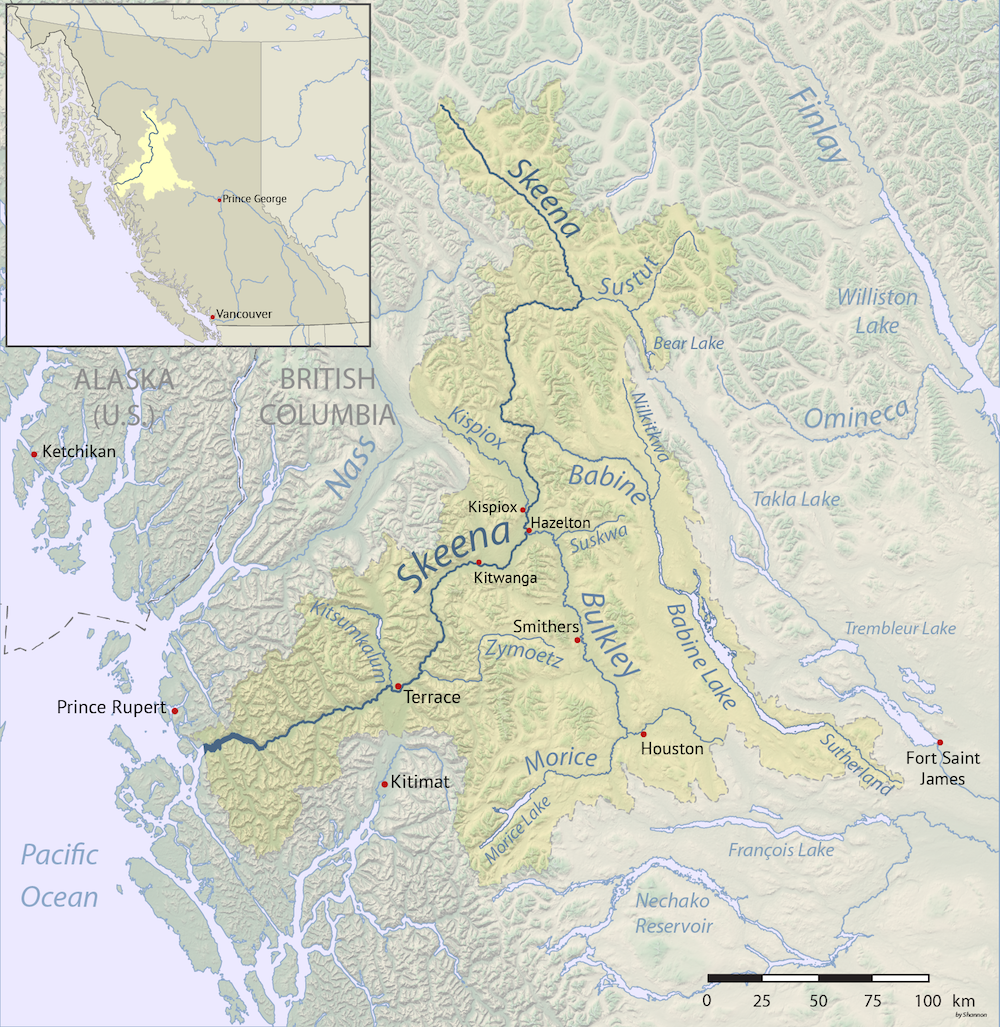
Бассейн реки Скина

Скина (англ. Skeena River) — река в провинции Британская Колумбия (Канада).

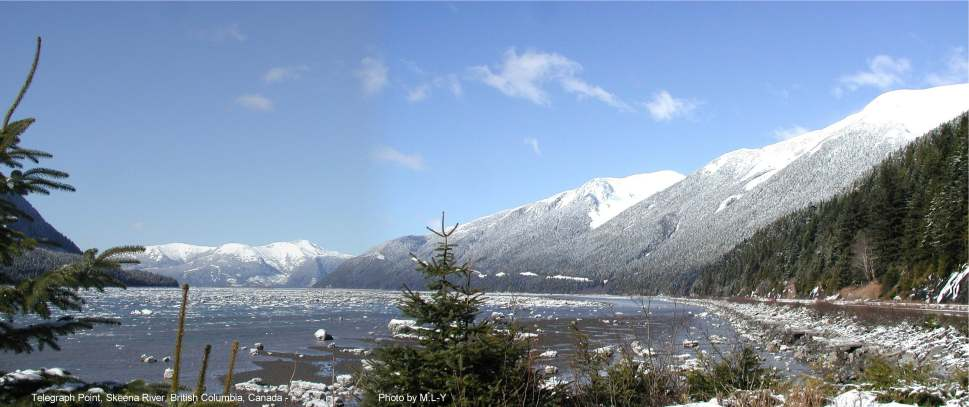
Скина у Телеграф-Пойнт в 60 км к востоку от Принс-Руперт

## География
Скина — вторая по длине река, лежащая полностью в пределах Британской Колумбии (после реки Фрейзер). Длина составляет 579 км, а площадь бассейна равна 54 400 км². Средний расход воды — 2157 м³/с. Высота истока — 1500 м над уровнем моря. Берёт начало в южной части плато Спатсизи на севере Британской Колумбии, течёт в общем направлении на юго-запад, впадает в пролив Чатем Тихого океана южнее города Принс-Руперт. Главные притоки — реки Балкли и Бабин.
Параллельно нижнему течению рек Балкли и Скина проложены Транс-Канадская автострада № 16 (шоссе Йеллоухед) и железная дорога Canadian National Railway. На берегу реки Скина находятся населённые пункты Киспиокс, Хейзелтон, Китуонга, Сидарвейл, Аск, Террас, Порт-Эссингтон.

## Фауна
Свыше пяти миллионов лососей возвращаются в реку Скина каждый год, делая её и её притоки очень привлекательными для спортивного, любительского и коммерческого рыболовства. В бассейне реки ловятся наибольшие в мире экземпляры радужной форели и лосося. Средний вес чавычи, самой крупной разновидности лосося, колеблется от 16 до 23 кг, но может достигать 40 кг и больше. В реке ловится также и другие лососёвые — кета, горбуша, красная нерка, кижуч.
Вдоль долины реки, от Принс-Руперт до Хейзелтона, обитает уникальный белый барибал (Kermode bear), который встречается лишь на нескольких островах и в узкой полосе прибрежной части Британской Колумбии, которая простирается от северной оконечности острова Ванкувер до Ручки Аляски. Общая численность белого барибала оценивается в 520 особей. В бассейне реки часто встречается бурый и чёрный медведь, а медведь гризли довольно редок.